# Zakochana Jane
Zakochana Jane (ang. Becoming Jane) – brytyjski film biograficzny z 2007 roku w reżyserii Juliana Jarrolda. 
Autorami scenariusza są Kevin Hood oraz Sarah Williams, a oparty jest na listach Jane Austen. Opowiada on o miłosnej historii młodej Jane Austen, która stała się inspiracją do napisania jej największych dzieł takich jak: "Duma i uprzedzenie" oraz "Rozważna i romantyczna".

## Opis fabuły
Jane Austen marzy o prawdziwej miłości. Jednak jej rodzice oczekują, że wyjdzie ona za kogoś, kto zapewni całej rodzinie godziwy byt. Pewnego dnia Jane spotyka młodego Irlandczyka - Toma Lefroya, który swoją postawą i nastawieniem do życia wzbudza jej ciekawość.

## Obsada
- Jane Austen – Anne Hathaway
- Tom Lefroy – James McAvoy
- Pani Austen – Julie Walters
- Rev Austen – James Cromwell
- Lady Gresham – Maggie Smith
- Pan Wisley – Laurence Fox